# الکساندر هوبر (بازیکن فوتبال)
الکساندر هوبر (انگلیسی: Alexander Huber؛ زادهٔ ۲۵ فوریهٔ ۱۹۸۵) بازیکن فوتبال اهل آلمان است.
از باشگاه‌هایی که در آن بازی کرده‌است می‌توان به باشگاه فوتبال اف‌اس‌وی فرانکفورت، باشگاه فوتبال کیکرز اوفنباخ، باشگاه فوتبال هوفنهایم، باشگاه فوتبال آینتراخت فرانکفورت، و باشگاه فوتبال آینتراخت برانشوایگ اشاره کرد.
وی همچنین در تیم‌های ملی فوتبال جوانان آلمان، Germany national football B team، و تاجیکستان بازی کرده‌است.